# Luis Millones Santagadea
Luis Millones Santagadea (Lima, 9 de marzo de 1940) es un historiador, antropólogo y catedrático universitario peruano. Es reconocido por sus importantes trabajos de investigación sobre etnicidad y religiosidad andina.

## Biografía
Es hijo de Luis Millones y Marina Santa Gadea. Cursó estudios universitarios en la Pontificia Universidad Católica del Perú, obteniendo el grado de bachiller en Humanidades (1964) y de doctor en Letras e Historia (1965). También se recibió de profesor secundario (1964). Posteriormente, efectuó estudios de postgrado en España, Chile y en la Universidad de Illinois, en la cual obtuvo una maestría en Antropología (1971).
Se dedicó a la docencia en la Universidad Nacional de San Marcos, la Pontificia Universidad Católica del Perú, la Universidad Nacional de San Cristóbal de Huamanga, y en otras universidades del interior del país.
Ha sido también profesor visitante en diversas universidades de Estados Unidos y Canadá: la Universidad de Texas en Austin (1977-1978, 1987), la Universidad de Calgary (1990), la Universidad de Princeton (1991), la Universidad de Montreal (1996), la Universidad de Seattle (1999).
Por su trabajo académico se le concedió las siguientes becas de investigación: Fullbright (1975-1976); Guggenheim (1979-1980); Japan Society for the Promotion of Science (1981-1982); Ford (1984); Stanford Humanities Center (19861987); Ministerio de Educación de Japón (1988-1989, 1990-1991, 1994-1995, 1997-1999); National Geographic (1988); Consejo Superior de Investigaciones Científicas (1989); Museo Etnológico Nacional de Japón (2000).
En la actualidad es catedrático de la Unidad de Postgrado de la Facultad de Ciencias Sociales de la Universidad Nacional Mayor de San Marcos, donde dicta los cursos Ritual e identidades, así como Temas sociales avanzados.

## Premios y reconocimientos
- Profesor Emérito de la Universidad Nacional Mayor de San Marcos en Lima (2010).
- Doctor honoris causa de la Universidad Nacional de San Agustín de Arequipa (2014).[1]
- Doctor honoris causa de la Universidad Nacional Pedro Ruiz Gallo de Lambayeque (2016).

## Publicaciones
Luis Millones es reconocido por sus importantes trabajos de investigación sobre etnicidad y religiosidad andina. Sus textos presentan un enfoque multidisciplinario que toma elementos de la historia, la antropología y el estudio de las religiones.

### Libros
- 1973. Minorías étnicas en el Perú.
- 1982. Aproximaciones al estudio de las minorías de la costa peruana.
- 1987. Historia y poder en los Andes centrales (desde los orígenes al siglo XVII).
- 1988. El inca por la coya: historia de un drama popular en los Andes peruanos.
- 1990. El retorno de las huacas. Estudios y documentos sobre el Taki Onqoy (siglo XVI), compilación. Lima: Instituto de Estudios Peruanos.
- 1992. Actores de altura: ensayos sobre el teatro popular andino. Lima: Horizonte.
- 1995. Perú colonial: de Pizarro a Túpac Amaru II.
- 1996. Dioses familiares. Festividades populares en el Perú contemporáneo. Lima: Fondo Editorial del Congreso del Perú, ISBN 997275507X.
- 1997. El rostro de la fe: Doce ensayos sobre religiosidad andina.
- 2010. La Cruz del Perú. Lima: Pedagógico San Marcos - Fondo Editorial, ISBN 9786124542596.
- 2013. Divinidades bajos las aguas. Lima: Apu Graph Ediciones, ISBN 9786124582455.

### En colaboración
- 1982. El hombre y su ambiente en los Andes centrales, en colaboración con Hiroyasu Tomoeda.
- 1989. Amor brujo, imagen y cultura en los Andes, en colaboración con Mary Louise Pratt.
- 1992. 500 años de mestizaje en los Andes, en colaboración con Hiroyasu Tomoeda.
- 1993. El mundo ceremonial andino, en colaboración con Yoshio Onuki. Osaka: Museo nacional de etnología.
- 1993. Una partecita del cielo, la vida de Santa Rosa de Lima narrada por don Gonzalo de la Maza a quien ella llamaba padre, en colaboración con Fernando Iwasaki.
- 1994. En el nombre del señor: Shamanes, demonios y curanderos del norte del Perú, con Moisés Lemlij (editores). Lima: Edit. Biblioteca Peruana de Psicoanálisis.
- 1996. La tradición andina en tiempos modernos, en colaboración con Hiroyasu Tomoeda.
- 1998. Religión oficial y tradición verdadera: historia y función de los rituales andinos de los pueblos ayacuchanos, en colaboración con Hiroyasu Tomoeda.
- 2008. Dioses del norte, dioses del sur. Religiones y cosmovisión en mesoamérica y los andes, con Alfredo López Austin. Lima: Instituto de Estudios Peruanos, ISBN 9972512216.
- 2012. La fauna sagrada de Huarochirí, con Renata Mayer. Lima: IEP – Instituto de Estudios Peruanos, ISBN 9789972513473.
- 2012. Animales de Dios, con Alfredo López Austin. Lima: Fondo Editorial de la Asamblea Nacional de Rectores, ISBN 9786124125041.
- 2013. Cuernos y Colas. Reflexiones entorno al Demonio en los Andes y Mesoamérica, con Alfredo López Austin (editores). Lima: Fondo Editorial de la Asamblea Nacional de Rectores, ISBN 9786124125089.
- 2016. Mujer: Poder y prestigio en los Andes, con Moisés Lemlij. Lima: Edit. Argos.
- 2016. Los mitos y sus tiempos. Creencias y narraciones de Mesoamérica y los Andes, con Alfredo López Austin. Cusco: Ceques Editores, ISBN 9786124645099.
- 2017. Reflexiones sobre la muerte en el Perú, con Moisés Lemlij. Lima: Fondo Editorial de la Universidad Nacional Mayor de San Marcos, Facultad de Ciencias Sociales de la Universidad Nacional Mayor de San Marcos.

### Artículos académicos
- 1979. «Religion and Power in the Andes: Idolatrous Curacas of the Central Sierra». En: Ethnohistory Vol. 26, No. 3 (Summer, 1979), pp. 243-263.
- 1999. «La otra historia: Rosa de Lima en las voces de Quives y Carhuamayo». En: Revista Canadiense de Estudios Hispánicos, Vol. 23, No. 3 (Primavera 1999), pp. 475-481.
- 2004. «Las sirenas de Sarhua» (Millones, L., & Tomoeda, H.). En:. Letras (Lima), 75(107-108), 15-31. https://doi.org/10.30920/letras.75.107-108.1
- 2010. «Una mirada a la tesis doctoral de José María Arguedas». En: Revista de Critica Literaria Latinoamericana Año 36, N.º 72 (2010), pp. 21-41.
- 2007. «Mesianismo en América Hispana: El Taki-Onqoy». En: Memoria Americana, Año 15, pp. 7-39.